# 萨诺特
萨诺特（Sanoth），是印度德里North West县的一个城镇。总人口2909（2001年）。

## 人口
该地2001年总人口2909人，其中男性1534人，女性1375人；0—6岁人口449人，其中男253人，女196人；识字率72.46%，其中男性为78.55%，女性为65.67%。